# SFXN4
SFXN4 (англ. Sideroflexin 4) – білок, який кодується однойменним геном, розташованим у людей на 10-й хромосомі. Довжина поліпептидного ланцюга білка становить 337 амінокислот, а молекулярна маса — 37 998.
| 10         |  | 20         |  | 30         |  | 40         |  | 50         |
| ---------- |  | ---------- |  | ---------- |  | ---------- |  | ---------- |
| MSLEQEEETQ |  | PGRLLGRRDA |  | VPAFIEPNVR |  | FWITERQSFI |  | RRFLQWTELL |
| DPTNVFISVE |  | SIENSRQLLC |  | TNEDVSSPAS |  | ADQRIQEAWK |  | RSLATVHPDS |
| SNLIPKLFRP |  | AAFLPFMAPT |  | VFLSMTPLKG |  | IKSVILPQVF |  | LCAYMAAFNS |
| INGNRSYTCK |  | PLERSLLMAG |  | AVASSTFLGV |  | IPQFVQMKYG |  | LTGPWIKRLL |
| PVIFLVQASG |  | MNVYMSRSLE |  | SIKGIAVMDK |  | EGNVLGHSRI |  | AGTKAVRETL |
| ASRIVLFGTS |  | ALIPEVFTYF |  | FKRTQYFRKN |  | PGSLWILKLS |  | CTVLAMGLMV |
| PFSFSIFPQI |  | GQIQYCSLEE |  | KIQSPTEETE |  | IFYHRGV    |  |            |

A: Аланін

C: Цистеїн

D: Аспарагінова кислота

E: Глутамінова кислота

F: Фенілаланін

G: Гліцин

H: Гістидин

I: Ізолейцин

K: Лізин

L: Лейцин

M: Метіонін

N: Аспарагін

P: Пролін

Q: Глутамін

R: Аргінін

S: Серин

T: Треонін

V: Валін

W: Триптофан

Задіяний у таких біологічних процесах, як транспорт іонів, транспорт заліза, транспорт, ацетилювання, альтернативний сплайсинг. 
Білок має сайт для зв'язування з іоном заліза. 
Локалізований у мембрані, мітохондрії, внутрішній мембрані мітохондрії.